# Macrothemis pseudimitans
Macrothemis pseudimitans es una especie de odonato conocido como White-tailed Sylph en inglés pero sin nombre común en castellano. Se distribuye desde Arizona, pasando por México, hasta Ecuador y Brasil. Se encuentra principalmente en ríos claros y grandes arroyos con gran presencia de rocas, también se puede encontrar en áreas abiertas o con gran cobertura forestal.

## Descripción e identificación
M. pseudimitans presenta unas manchas distintivas color pálidas en el tórax. Los machos tienen un abdomen amplio que adelgaza en la parte posterior. La coloración de sus ojos es azul, su cara presenta tonos cafés oscuro con la parte superior de color negro metálico. El tórax es café oscuro con un par de manchas triangulares que van de un color marfil a un azul-blancuzco en la parte frontal y cuatro puntos irregulares del mismo color a cada lado. El abdomen es negro con pares de líneas de color azul pálido y puntos que se hacen cada vez más pequeños al en los segmentos posteriores, más claros del segmento 5 al 6, los puntos se vuelven de triangulares a cuadrados en el segmento 7.
Las hembras tienen ojos color azul y la cara de tono café. El patrón de los puntos en el cuerpo es muy parecido al de los machos, pero los puntos frontales del tórax son menos definidos y más delgados extendidos hacia los puntos más largos. El abdomen es significativamente más gruesa y un notable adelgazamiento en la punta.